# Allodynerus leleji
Allodynerus leleji är en stekelart som beskrevs av Kurzenko 1995. Allodynerus leleji ingår i släktet rörgetingar, och familjen Eumenidae. Inga underarter finns listade i Catalogue of Life.